# Organizzazione militare dei Germani
Per organizzazione militare dei Germani si intende l'insieme delle forze che componevano gli eserciti delle popolazioni germaniche, comprendenti l'organizzazione delle loro unità, la loro gerarchia interna di comando, la tattica, l'armamento e la strategia, dalle guerre cimbriche (fine del II secolo a.C.) a quelle marcomanniche (metà del III secolo d.C.). Dopo questo periodo si generarono tutta una serie di confederazioni di popolazioni (dagli Alemanni ai Franchi, Goti e Sassoni), ciascuna con una propria organizzazione interna militare, che andrà analizzata singolarmente e separatamente.

## Contesto storico

### Le origini

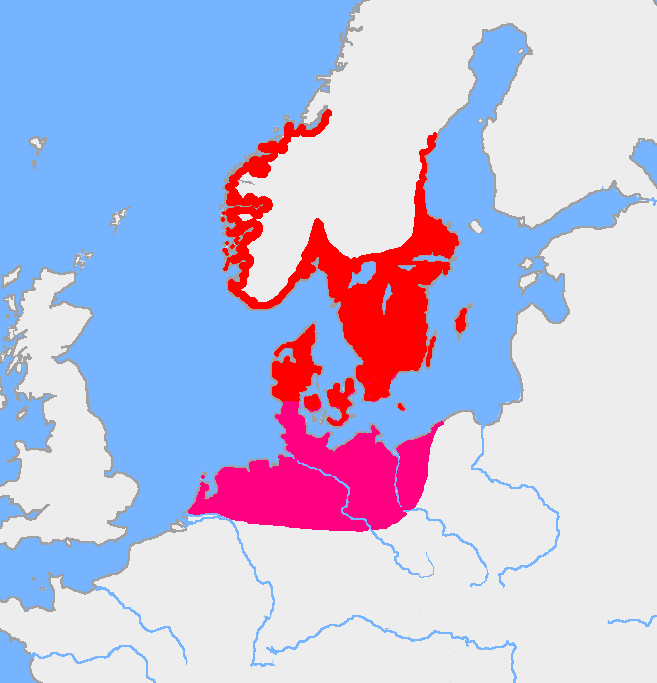
L'area occupata dai Germani durante l'Età del ferro (500 a.C.-60 a.C. circa). In rosso, la loro patria originaria, ove cristallizzarono come popolo (Scandinavia meridionale e Jutland), corrispondente a quella dell'Età del bronzo scandinava; in magenta, le regioni precocemente toccate dalla loro espansione e dove si sviluppò la Cultura di Jastorf

In età antica era diffusa l'ipotesi, riferita da Publio Cornelio Tacito, nel De origine et situ Germanorum, secondo cui i Germani erano un popolo indigeno della Germania stessa. Sempre secondo lo storico romano, si consideravano discendenti di Tuistone, divinità della terra, da dove i suoi nipoti, figli di suo figlio Manno, sarebbero stati i capostipiti delle tre stirpi germaniche: quella degli Ingevoni, degli Istevoni e degli Erminoni. Secondo altre tradizioni invece, i figli di Tuistone erano più numerosi, avendo così dato origine ad altre tribù: i Marsi, i Suebi, i Gambrivi ed i Vandali.
In realtà secondo la ricerca archeologica moderna, i Germani costituirebbero il risultato dell'indoeuropeizzazione, della prima metà del III millennio a.C., nella Scandinavia meridionale e nello Jutland da parte di genti provenienti dall'Europa centrale, già indoeuropeizzata nel corso del IV millennio a.C.. A metà dell'VIII secolo a.C., i Germani risultano attestati lungo l'intera fascia litoranea che va dall'Olanda alla foce della Vistola. La pressione continuò nei secoli successivi, non come un movimento unitario e unidirezionale ma come un intricato processo di avanzamenti, retrocessioni e infiltrazioni in regioni abitate anche da altri popoli. Intorno al 550 a.C. raggiunsero l'area del Reno, imponendosi sulle preesistenti popolazioni celtiche e in parte mescolandosi a esse (è considerato misto il popolo di confine dei Belgi).
Dal V al I secolo a.C., durante l'Età del ferro, i Germani premettero costantemente verso sud, venendo a contatto (e spesso in conflitto) con i Celti e, in seguito, con i Romani. Nell'area di contatto con i Celti, lungo il Reno, i due popoli entrarono in conflitto. Sebbene portatori di una civiltà più articolata, i Galli subirono l'insediamento di avamposti germanici nel loro territorio, che diedero origine a processi di sovrapposizione tra i due popoli: insediamenti appartenenti all'uno o all'altro ceppo si alternavano e penetravano, anche profondamente, nelle rispettive aree d'origine. Sul lungo periodo, a uscire vincitori dal confronto furono i Germani, che qualche secolo più tardi sarebbero dilagati a occidente del Reno. Identico processo si sarebbe verificato, a sud, lungo l'altro argine naturale alla loro espansione, il Danubio.

### Germani e Romani (fine del II secolo a.C. - metà del III secolo d.C.)

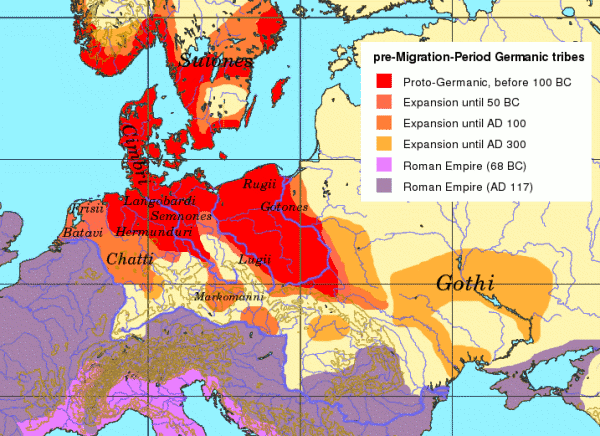
L'espansione dei Germani in Europa centrale tra il I secolo a.C. e il III secolo d.C.

I Germani vennero a contatto con Roma fin dall'ultimo scorcio del II secolo a.C., con le incursioni di Cimbri e Teutoni in territorio romano. I due popoli germanici mossero dallo Jutland e penetrarono in Gallia, spingendosi prima in Pannonia, poi nel Norico (dove batterono un'armata romana a Noreia nel 113 a.C.), ed infine nella provincia romana della Gallia Narbonense, di recente costituzione. Ma le incursioni continuarono per circa un decennio fino a quando, dopo alcuni insuccessi da parte dei generali romani accorsi per fermarli, fu necessario l'intervento del console Gaio Mario. Le due popolazioni germaniche furono annientate in due separate battaglie ad Aquae Sextiae (102 a.C.) e a Vercellae (101 a.C.). Roma era ora salva da una possibile invasione germanica.
Al tempo della conquista della Gallia condotta da Cesare (58-50 a.C.), nuovi conflitti si accesero lungo il Reno, confine tra i Celti e i Germani. Fin dal 72 a.C. un gruppo di tribù germaniche, capeggiate dai Suebi di Ariovisto, aveva passato il fiume e tormentava con le sue scorribande il territorio gallico, infliggendo anche una dura sconfitta ai Galli presso Admagetobriga (60 a.C.). Sembra infatti che Ariovisto avesse varcato il Reno, insieme alle popolazioni suebe provenienti dalle vallate dei fiumi Neckar e Meno. I Galli invocarono allora l'aiuto di Cesare, che sconfisse definitivamente Ariovisto presso Mulhouse (58 a.C.).
La disfatta di Ariovisto non fu comunque sufficiente ad arrestare la pressione esercitata in quegli anni dai Germani sui Galli. Pochi anni più tardi Cesare ebbe anche modo di costruire un ponte sul Reno e di passarlo, portando devastazione nei territori germani a est del fiume nel corso di due differenti campagne nel 55 e 53 a.C.. Si racconta, infatti, che spinte alle spalle dalla pressione dei Suebi, le tribù germaniche degli Usipeti e dei Tencteri avevano vagato per tre anni, e si erano spinti dai loro territori, a nord del fiume Meno, fino a raggiungere le regioni abitate dai Menapi alla foce del Reno. Sconfitte le due tribù in Gallia belgica, il proconsole romano era penetrato nelle terre dei Germani.

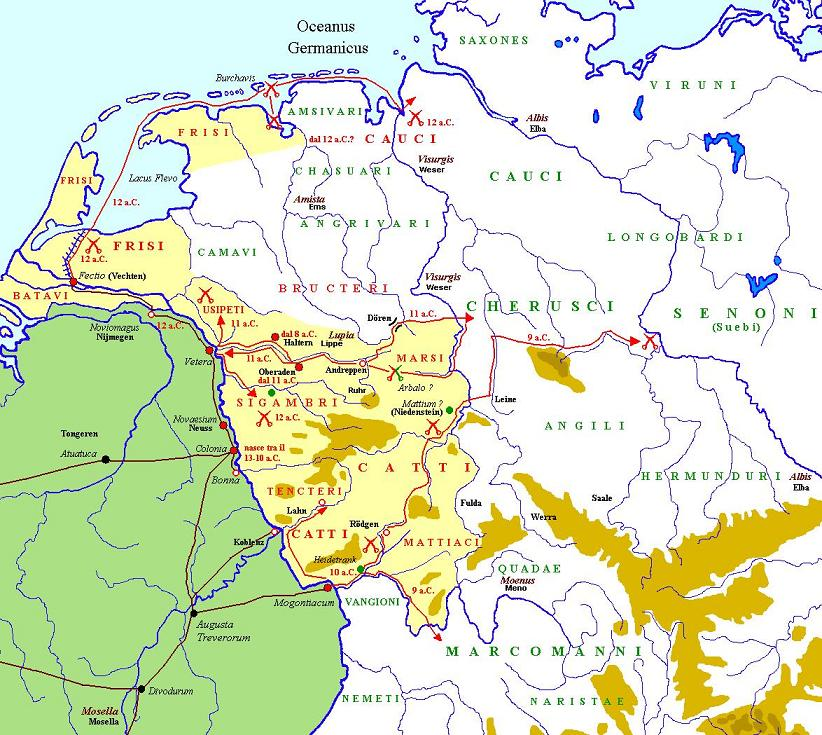
Le campagne di Druso maggiore in Germania dal 12 al 9 a.C..

Superato il Reno, compì razzie e saccheggi per terrorizzare il nemico e indurlo a rinunciare a nuove incursioni verso la Gallia. Cesare, respingendo in questi anni le popolazioni germaniche al di là del Reno, aveva di fatto trasformato questo fiume in quella che sarebbe stata una delle più importanti barriere naturali dell'Impero per i successivi quattro-cinque secoli. Aveva, pertanto, non solo fermato i flussi migratori dei Germani, ma salvato la Gallia Celtica dal pericolo germanico, attribuendo così a Roma, che aveva vinto la guerra, il diritto di governare su tutti i popoli presenti sul suo territorio.
Le popolazioni germaniche sembra rimasero calme per circa venticinque anni, mentre nel 38 a.C., la popolazione germanica "cliente" degli Ubi, fu trasferita in territorio romano. Nel 29 a.C. una nuova incursione di Suebi portò ancora devastazione nella parte orientale della Gallia; ancora nel 17 a.C., una coalizione di Sigambri, Tencteri ed Usipeti, causarono la sconfitta del proconsole romano Marco Lollio e la perdita delle insegne legionarie della legio V Alaudae. Fu proprio in seguito a questi aventi che l'Imperatore romano Augusto, recatosi in Gallia nel 16 a.C. insieme al figlio adottivo, Tiberio, ritenne fosse giunto il momento di annettere definitivamente la Germania Magna (come Cesare aveva fatto con la Gallia), portando i confini "naturali" dell'Impero romano più ad est, dal fiume Reno all'Elba.
Le campagne vere e proprie cominciarono nel 12 a.C. grazie al figliastro d'Augusto, Druso maggiore, il quale condusse le armate romane fino ad occupare buona parte dei territori compresi tra Reno e fiume Weser, ma nel 9 a.C. morì prematuramente.

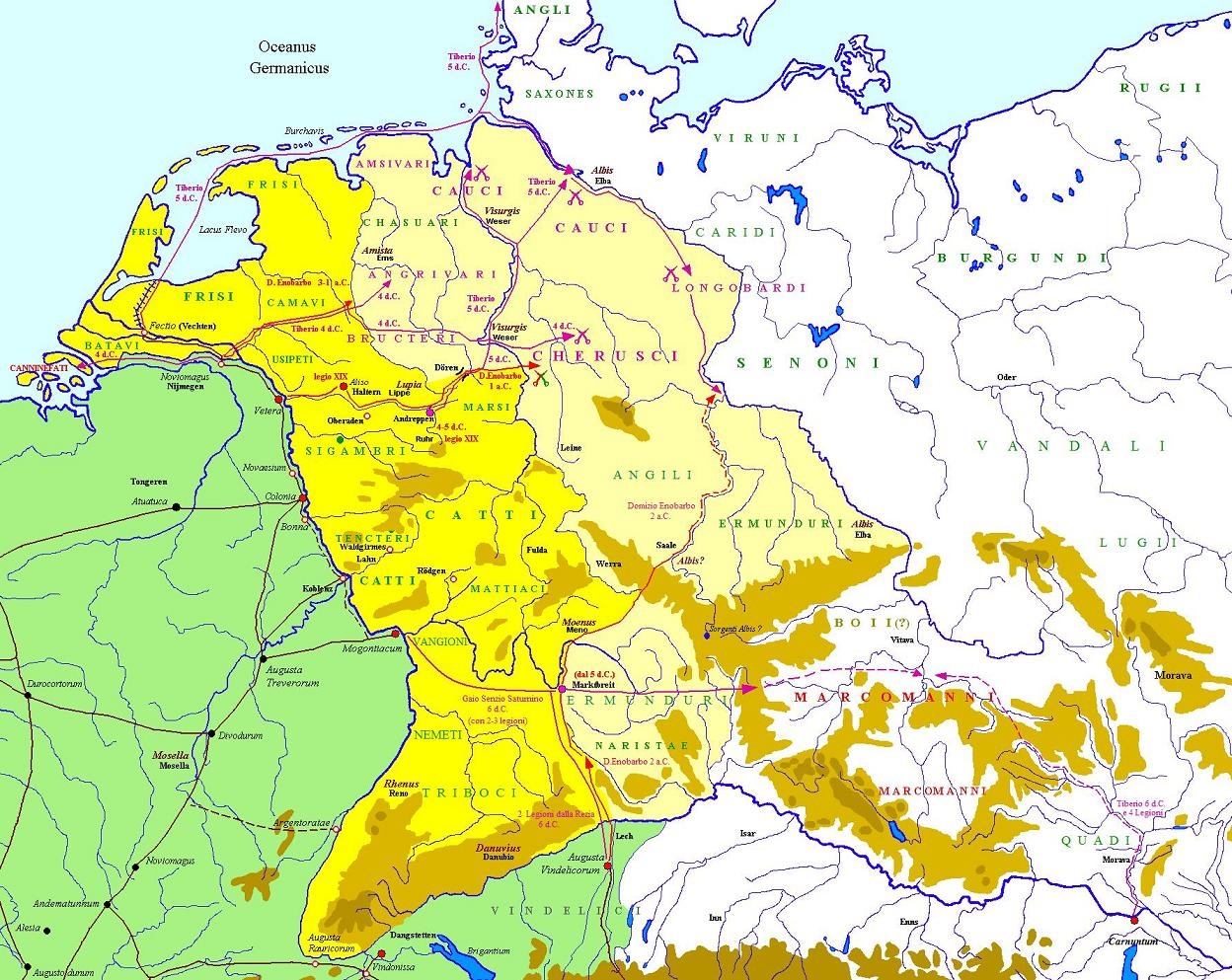
Le campagne germaniche di Domizio Enobarbo del (3-1 a.C.), di Tiberio e del suo legato, Gneo Senzio Saturnino, del 4-6, e la nuova provincia di Germania Magna.

Nuove azioni romane furono intraprese in Germania negli anni successivi, portando i confini imperiali fino all'Elba, grazie soprattutto al comando del futuro Imperatore Tiberio, il quale riuscì ad occupare in modo stabile in tutti i territori germanici ad occidente del grande fiume, con la sola eccezione della Boemia, nella parte sua meridionale.
(Velleio Patercolo, Historiae Romanae ad M. Vinicium consulem libri duo, II, 106, 2)
Era necessario, pertanto, annettere anche il potente regno dei Marcomanni di Maroboduo. Tiberio si dispose così ad attaccare anche l'ultimo baluardo della Germania libera (nel 6 d.C.), muovendo in contemporanea con due eserciti (uno proveniente da Mogontiacum e l'altro da Carnuntum), e convergendo sulla Boemia. Le armate romane furono però fermate dallo scoppio della rivolta in Pannonia e Dalmazia.
Tutti i territori conquistati in questo ventennio furono compromessi quando nel 7 Augusto inviò in Germania Publio Quintilio Varo, sprovvisto di doti diplomatiche e militari, oltreché ignaro delle genti e dei luoghi.
Nel 9 un esercito di 20.000 uomini composto da tre legioni ed una decina di reparti di ausiliari, venne massacrato nella foresta di Teutoburgo da Arminio, cittadino romano di origini germaniche. Fortuna volle che Maroboduo non si alleasse ad Arminio, e che i Germani riuniti si fermassero dinanzi al Reno, dove erano rimaste solo 2 o 3 legioni a guardia dell'intera provincia delle Gallie.
Le campagne militari che seguirono da parte dei Romani (dal 10 al 16 d.C.), prima sotto l'alto comando di Tiberio e poi dell'erede designato, Germanico, erano volte sia a scongiurare una possibile invasione germanica, sia a prevenire possibili sommosse tra le popolazioni delle province galliche.

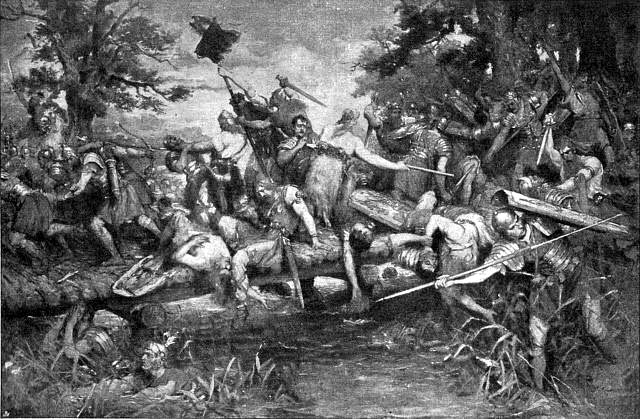
Rappresentazione delle campagne militari di Germanico, che portarono al definitivo abbandono dei territori della Germania Magna da parte di Roma.

Alla fine Tiberio, divenuto egli stesso imperatore, preferì sospendere ogni attività militare oltre il Reno, lasciando che fossero le stesse popolazioni germaniche a sbrigarsela, combattendosi tra loro. Egli strinse solo alleanze con alcuni popoli contro altri, in modo da mantenerli sempre in guerra tra di loro; evitando di dover intervenire direttamente, con grande rischio di incorrere in nuovi disastri come quello di Varo; ma soprattutto senza dover impiegare ingenti risorse militari ed economiche, per mantenere la pace entro i "possibili e nuovi" confini imperiali.
Si racconta infatti che nel 18 Arminio, dopo aver raggruppato sotto il suo comando numerose tribù germaniche (come Longobardi, Semnoni, ed alcune stirpi suebiche del regno di Maroboduo), mosse guerra al regno dei Marcomanni di Maroboduo. E contrariamente alle antiche tradizioni germaniche, entrambi i comandanti germanici, ora abituati a seguire le tattiche romane, avendo entrambi servito per anni nelle truppe ausiliarie romane, si affrontarono in modo ordinato e con tattiche per loro inconsuete. Tacito racconta infatti che:
(Tacito, Annales, II, 46.)
Tiberio gli rispose che non sarebbe intervenuto in faccende interne alle popolazioni germaniche, poiché Maroboduo stesso si era mantenuto neutrale, quando nel 9, Augusto aveva richiesto invano il suo aiuto militare, dopo la disfatta di Varo. Marboduo fu così costretto a chiedere asilo all'imperatore Tiberio, che lo accolse, lasciando che insieme ai resti della sua corte potesse prender dimora a Ravenna, dove morì ben 18 anni più tardi, nel 36 o 37.

L'anno successivo, nel 19, Arminio fu assassinato dai suoi sudditi, che temevano il suo crescente potere: 
(Tacito, Annales II, 88)

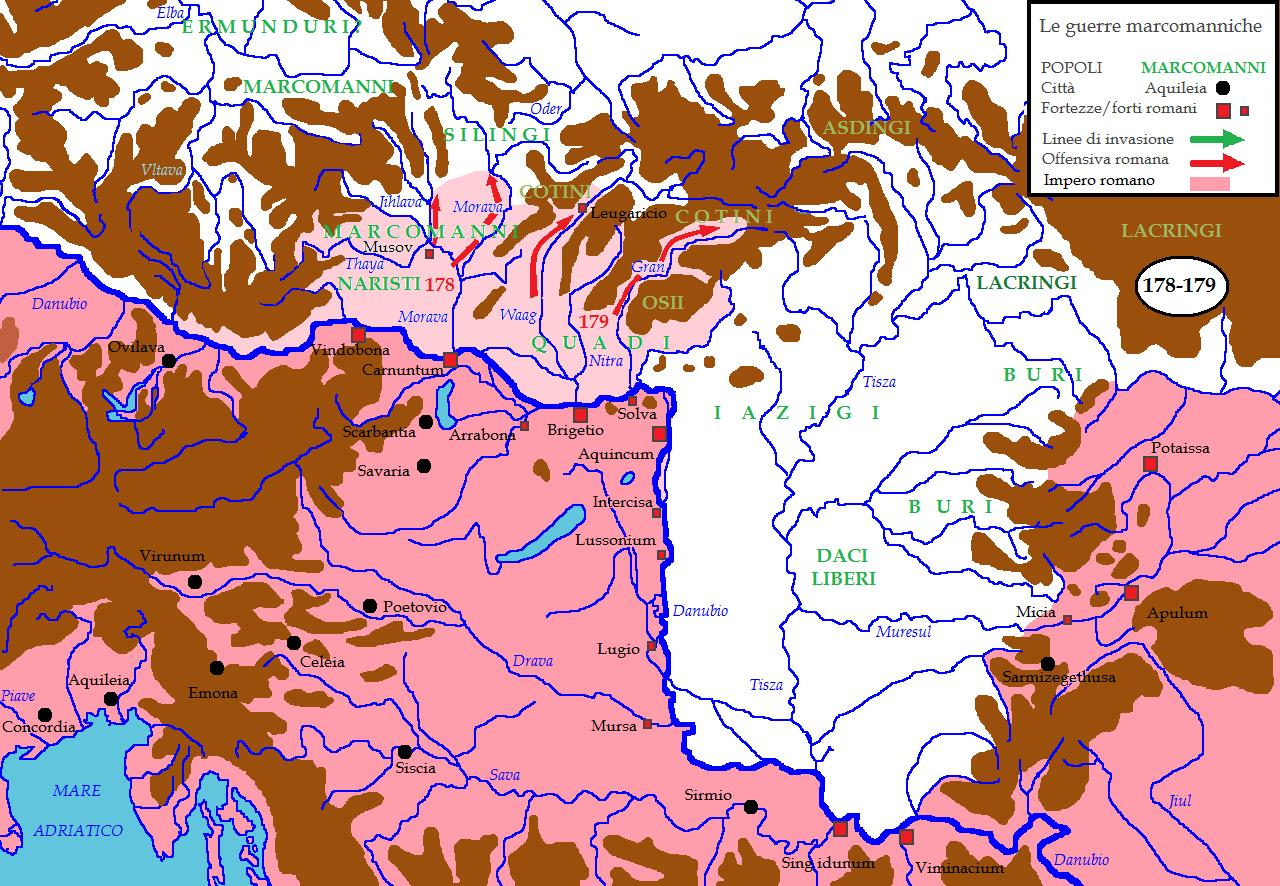
La Marcomannia a nord del Danubio, nell'attuale Moravia e Slovacchia occidentale.

I sessant'anni successivi videro regnare una relativa pace lungo i confini dell'Impero romano e della Germania Magna. Il sistema di clientele creato da Tiberio, diede a Roma un periodo di relativa pace, almeno fino alla rivolta batava degli anni 69-70. Poi sotto Vespasiano e Domiziano, i Romani tornarono ad avanzare in Germania, seppure in una zona marginale denominata Agri Decumates (tra Reno e Danubio, con lo scopo di congiungere Mogontiacum con il Danubio presso Castra Regina).
Il sistema clientelare romano cominciò ad entrare in crisi verso la fine del I secolo, tra l'89 ed il 97, quando la Pannonia fu teatro di una guerra contro le popolazioni suebe di Marcomanni e Quadi, e sarmatiche degli Iazigi del medio corso del Danubio. Si trattava del primo importante segnale di quello che poi si sarebbe rivelato come l'inizio di una lunga serie, prima di invasioni a scopo di razzia (fine del II secolo), e poi di migrazioni di intere popolazioni (dal III secolo in poi), da parte delle tribù germaniche che gravitavano lungo il limes danubiano e renano nei secoli successivi. In questo lungo periodo, l'ultimo tentativo da parte romana di condurre una guerra offensiva in territorio barbarico, avvenne sotto l'imperatore Marco Aurelio, con l'occupazione temporanea della Marcomannia (attorno al 175). Poi il lento ed inarrestabile declino, fino al definitivo crollo dell'Impero romano d'Occidente sotto la costante pressione delle popolazioni germaniche, ora confederatesi in Alemanni, Franchi, Goti e Sassoni.

## Struttura unità

### Fanteria
Fin dai tempi di Cesare il normale schieramento delle fanterie germaniche (in questo caso quelle dei Suebi di Ariovisto), era invece di tipo falangitico come ci racconta ancora Cesare:
(Cesare, De bello Gallico, I, 52.3-4.)
Tutto ciò viene confermato dallo storico latino Tacito nella sua Germania (verso la fine del I secolo d.C.), secondo il quale i Germani, a differenza dei Celti, combattevano soprattutto a piedi, in formazione falangitica a "cuneo". Dalle tribù nomadiche delle steppe (sciti e sarmati) appresero poi un maggior utilizzo del cavallo a discapito della fanteria.
(Tacito, De origine et situ Germanorum, VI, 5.)
Il nerbo dell'esercito dei Catti era la fanteria, che combatteva con azioni lente ma con fermo coraggio.

### Cavalleria
Ancora Cesare racconta di come i cavalieri germani (almeno le popolazioni che si trovavano poco ad est del Reno) combattevano normalmente. Da questa forma tecno-tattica, si ritiene che in seguito nacquero le cosiddette coorti equitate al tempo della riforma augustea dell'esercito romano:
(Cesare, De bello Gallico, I, 48.4-7.)
Si distinguevano nel combattimento a cavallo soprattutto i Tencteri, al pari dei Catti per la fanteria.

### Mercenari
Tacito racconta che quando la tribù presso la quale si vive, si trova in un lungo periodo di pace, lasciando i suoi guerrieri a vivere nell'ozio, molti giovani della nobiltà vanno spontaneamente presso altre popolazioni, che in quel momento sono impegnate in guerra, e combattono una guerra non loro. Questo avviene perché i Germani sono una razza che è insofferente alla pace, e anche perché si acquista gloria, solo in mezzo ai pericoli, e solo con la guerra si può mantenere un grosso seguito. Solo con la guerra e le razzie si possono procurare i mezzi per essere liberali ed equi.

### Flotta
Sembra che tra i Germani del primo secolo d.C., i Suioni del mar Baltico disponevano di potenti flotte. La forma delle loro imbarcazioni differiva però dalle altre imbarcazioni, in quanto da entrambe le estremità la prora offriva la parte anteriore dell'approdo. Non disponevano però, né di navi con vele, né di remi in fila ai fianchi. I remi, al contrario, erano liberi come quando si naviga lungo un fiume. Essi remavano, infatti, o da una parte o dall'altra a seconda della necessità.

## Uomini, organizzazione e gerarchia interna

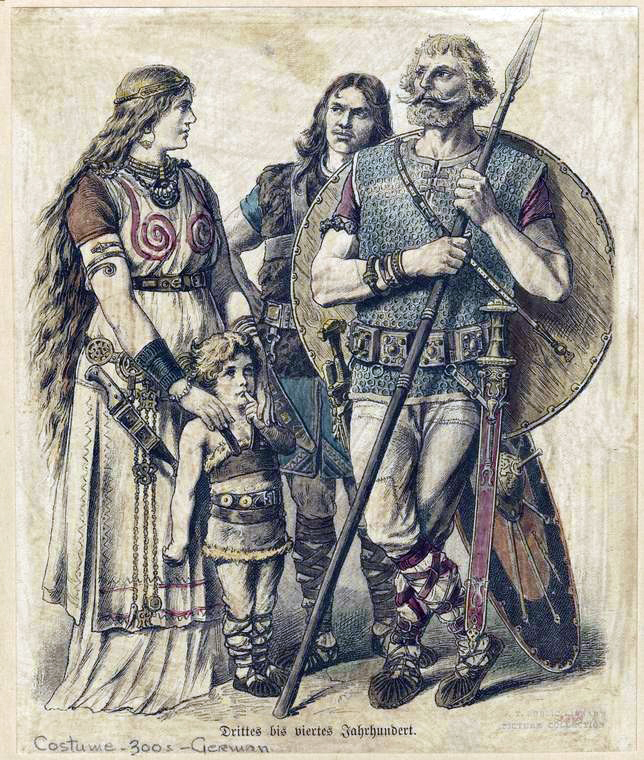
Una tipica famiglia di Germani in armi.

I Germani crescono nudi e sudici fino a raggiungere quella solidità di membra e grandezza dei loro corpi che destano la meraviglia dei loro avversari, come i Romani. Non si possono distinguere servi dai padroni, per alcuna particolare educazione. Entrambi infatti crescono negli stessi ambienti, fino a quando l'età separa i liberi ed i valore li mette in evidenza.
La struttura fondamentale della società germanica era il clan (Sippe), formato dall'unione di più famiglie patriarcali imparentate fra loro. Il clan costituiva un'entità militare (nelle formazioni di fanteria e cavalleria) e politica del tutto autonoma e autosufficiente. Accanto ai combattenti stanno, infatti, i loro cari, così vicini che essi odono le urla delle donne e i vagiti dei bambini. I capi-clan diedero vita, probabilmente già in età molto antica, a periodiche riunioni assembleari. L'entità superiore delle Sippen era il "popolo" (gau o pagus, chiamato dai Romani civitas), cioè una tribù stanziata in un determinato territorio.
Sostanzialmente democratica, la società germanica conobbe forme di monarchia elettiva entro le quali l'assemblea degli uomini liberi (allthing o witan) periodicamente riunita manteneva di fatto tutti i poteri, compreso quello giudiziario. Le assemblee esprimevano le decisioni del popolo, che quindi consisteva nell'unione libera e volontaria di diversi clan.
In caso di guerra l'assemblea nominava dei comandanti dell'esercito (che Cesare definisce communis magistratus), uomini di particolare valore o autorità, che spesso combattono a capo delle proprie schiere; e questi, semplici "primi fra pari", dovevano sempre rispondere del loro operato all'assemblea stessa. Solo in epoca più tarda i comandanti militari eletti, iniziarono ad assumere connotati sempre più simili ai re (sebbene già Cesare alla metà del I secolo a.C., avesse definito Ariovisto, rex Germanorum) e con la formazione dei regni romano-barbarici, dopo la fine dell'Impero Romano d'Occidente, si affermarono stirpi reali prestigiose. In ogni caso, le figure dei sovrani germanici a capo dei loro eserciti, furono sempre limitate nel loro potere dall'assemblea.
Anche ai giovani valorosi o di insigne nobiltà, erano conferiti in alcuni casi i poteri di un capo. Tacito racconta che in uno stesso seguito c'era una gerarchia di posti, distribuiti secondo la decisione di chi lo guida; i subordinati gareggiano tra loro per emulare il loro capo ed occupare il posto più vicino allo stesso; i capi a loro volta, gareggiano per avere compagni il più possibile numerosi, valorosi e forti.
Quando si giunge alla battaglia, è vergognoso per un capo lasciarsi superare in valore dai subordinati, ma lo è pure per questi ultimi non eguagliare in coraggio il proprio comandante. È pure ignominioso mettersi in salvo da un combattimento, quando il capo è stato ucciso, poiché è dovere dei subordinati proteggerlo, attribuendo allo stesso persino le proprie azioni eroiche.

## Tattica ed armamento

### Armamento
Tacito ci informa che il ferro in Germania Magna era scarso, ancora alla fine del I secolo, come si poteva dedurre anche dalla tipologia delle loro armi. Pochi infatti sembra si servissero di spade o grandi lance. Maneggiano invece quelle aste che chiamano framea, con una testa stretta e corta, ma così affilate e facili da maneggiare che la stessa arma serve, a seconda delle circostanze, per combattimenti corpo a corpo o a distanza. I guerrieri a cavallo portano anche scudo e lancia; i fanti lanciano moltissimi proiettili ognuno, e li scagliano a grandi distanze; combattono nudi o al massimo vestiti in modo leggero con una leggera tunica. I Germani non hanno nessun vezzo o eleganza. Si limitano ad ornare i loro scudi con colori particolari. Pochi di loro portano la corazza, solo uno o due (su 100) l'elmo di metallo (cassis) o di cuoio (galea).
Tacito racconta anche delle lontane popolazioni prossime al mar Baltico dei Goti, le quali utilizzavano invece, insieme a Rugi e Lemoni, scudi rotondi e spade corte.

### Schieramento e combattimento

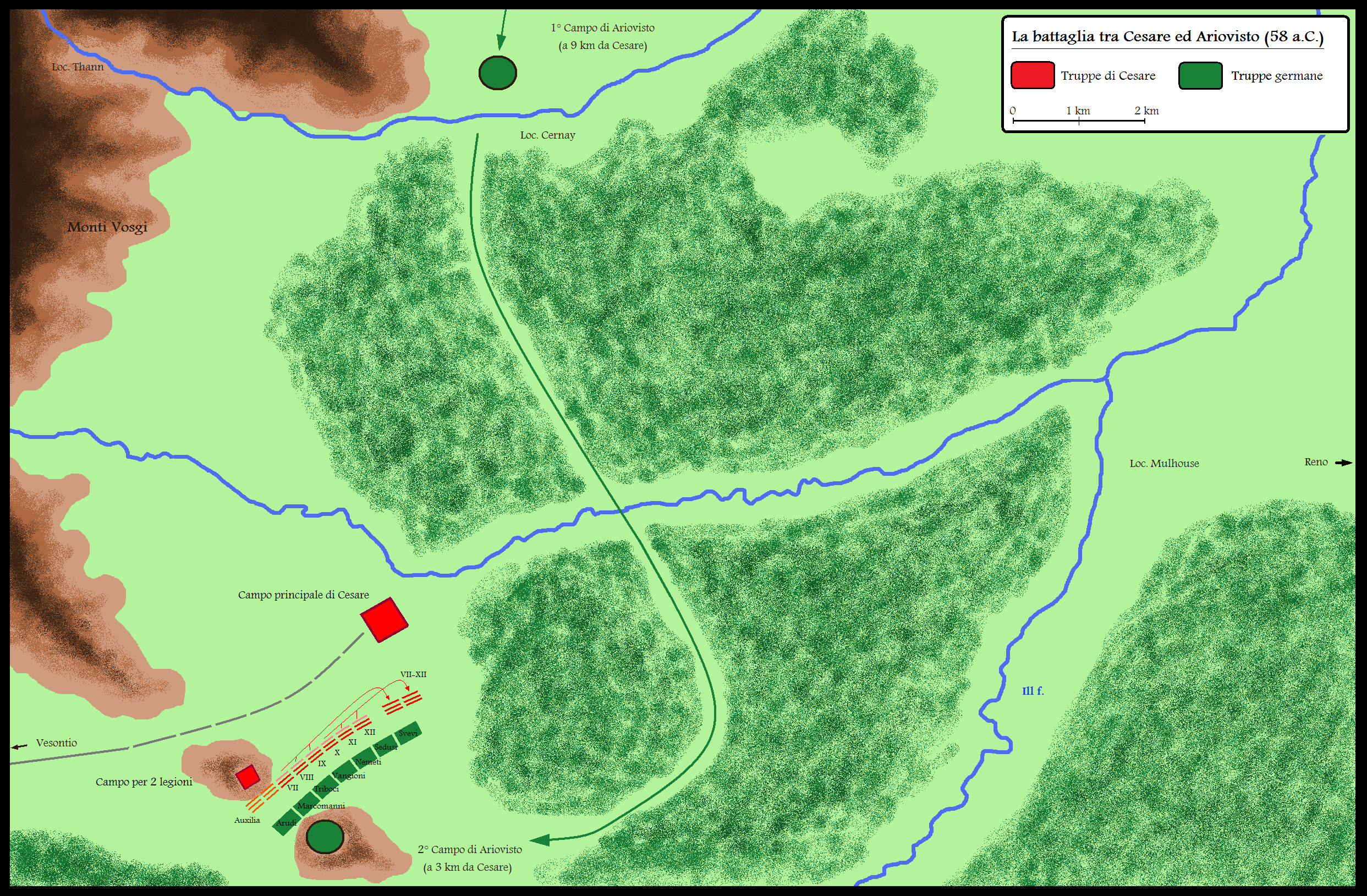
La battaglia tra Cesare ed Ariovisto presso Mulhouse del 58 a.C.. Qui il comandante dei Germani ordinò l'esercito per tribù: prima quella degli Arudi, poi i Marcomanni, i Triboci, i Vangioni, i Nemeti, i Sedusi ed infine i Suebi. Ogni tribù, poi, fu circondata da carri e carrozze, affinché non ci fosse la possibilità di fuga per nessuno: sopra i carri c'erano le donne, che imploravano i loro uomini di non abbandonarle alla schiavitù dei Romani.

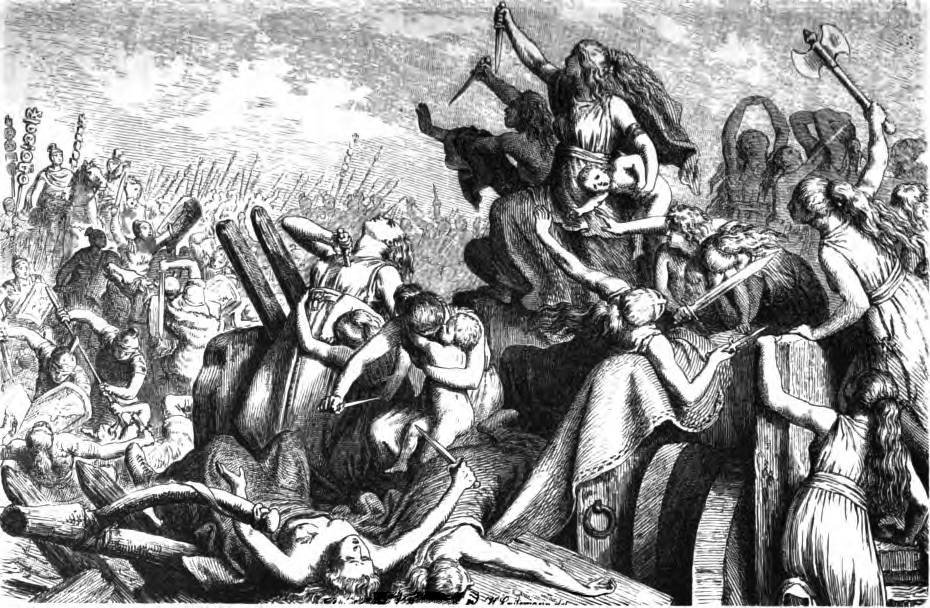
Le donne dei Teutoni difendono la fortezza di carri (1882) di Heinrich Leutemann

I Germani hanno un "grido di battaglia" chiamato da Tacito, barditus:
(Tacito, De origine et situ Germanorum, III, 1-2.)
Secondo Tacito, a giudicare dal complesso, sta nella fanteria il nerbo dell'esercito dei Germani, dove i fanti si mischiano con i cavalieri, in modo che bene si adattano alla battaglia tra cavallerie e si armonizza la velocità dei soldati della fanteria, scelti tra i giovani e destinati al fronte dello schieramento. L'esercito schierato a battaglia, si dispone a cuneo. Tacito aggiunge poi che:
(Tacito, De origine et situ Germanorum, VI, 6.)
Tacito aggiunge che accanto alle schiere di combattenti, stanno nelle retrovie i loro famigliari, così vicini da sentire le urla di incitamento delle loro donne e dei loro figli. Questi sono per ogni soldato le persone più care, a cui porgono le ferite da curare (a madri e mogli) e dalle quali sono nutriti con cibo, esortati ed incoraggiati.
(Tacito, De origine et situ Germanorum, VIII, 1.)

### Tecniche d'assedio

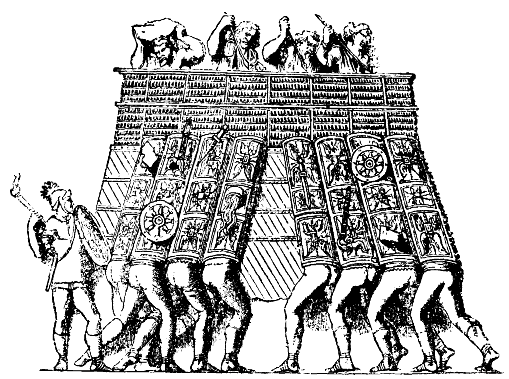
Rappresentazione di un assedio romano ad una cittadella germanica, durante le guerre marcomanniche. I Germani si difendono lanciando pietre e lance sui Romani (Colonna di Marco Aurelio, scena LIV).

Poco sappiamo e poco se ne parla delle tecniche d'assedio degli antichi Germani. Vivendo in piccoli villaggi che, secondo i rilevamenti archeologici odierni, non sembra fossero muniti di alte e spesse mura (come lo erano invece gli oppida dei vicini Galli), non conoscevano alcuna specifica tecnica d'assedio, forse solo una qualche tecnica di difesa. Se ne fa un breve accenno, di una loro fallito tentativo d'assedio ad una postazione romana, durante gli anni delle guerre marcomanniche. Questo episodio è rappresentato nella scena XI della colonna di Marco Aurelio a Roma, secondo il quale i barbari approntarono una grande macchina d'assedio che fu distrutta da un fulmine. All'episodio avrebbe assistito lo stesso Imperatore, Marco Aurelio. E sempre a questo periodo è da attribuire un altro fallimento da parte della coalizione germanica di Marcomanni, Quadi e Vandali nell'assediare Aquileia (nel 170), sebbene l'orda barbarica fosse assai numerosa, ma ancora una volta risultò impotente di fronte alle mura di una grande città romana.
I primi assedi di una certa importanza a città romane, che si prolungarono per lungo tempo ed in alcuni casi andarono a buon fine, apparterrebbero alla metà del III secolo, quando i barbari del nord cominciarono a sfondare ripetutamente il limes romano. Si racconta infatti che nel 248 i Goti, furono fermati dal generale di Filippo l'Arabo, Decio Traiano, futuro imperatore, presso la città di Marcianopoli, che era rimasta sotto assedio per lungo tempo. La resa fu possibile grazie ad una tecnica ancora rudimentale da parte dei Germani in fatto di macchine d'assedio e probabilmente, come suggerisce Giordane, «dalla somma versata loro dagli abitanti».
Ancora nel 249 una nuova ondata di Goti e Carpi assediò per lungo tempo Filippopoli (l'odierna Plovdiv), dove si trovava il governatore Tito Giulio Prisco. Una decina di anni più tardi, nel 260, orde di Franchi riuscirono ad impadronirsi della fortezza legionaria di Castra Vetera e assediarono Colonia, risparmiando invece Augusta Treverorum (l'odierna Treviri). Nel 262, ancora i Goti compirono una nuova incursioni via mare lungo le coste del Mar Nero, riuscendo a saccheggiare Bisanzio, l'antica Ilio ed Efeso.
(Zosimo, Storia nuova, I, 39.1.)

### Imboscate

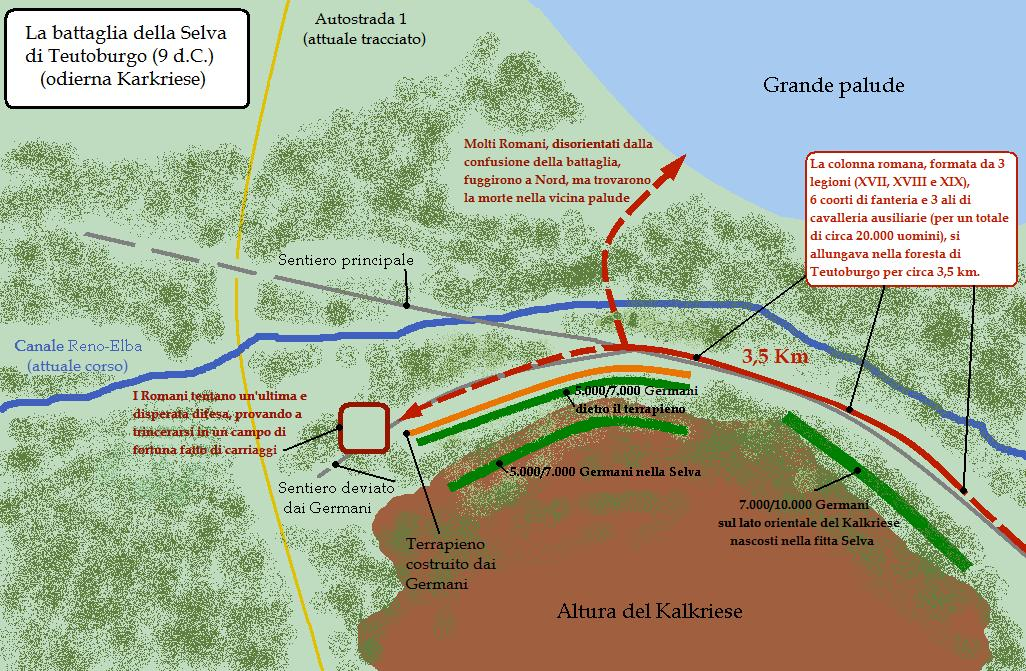
La mappa della disfatta di Varo, nella Selva di Teutoburgo

Le grandi foreste e le immense zone paludose della Germania Magna, permisero a questi antichi popoli di poter attuare in modo sempre più efficace, contro l'avanzata romana nei loro territori, la tattica dell'imboscata. Rimane certamente la più famosa, quella messa in atto dal principe dei Cherusci, Arminio, il quale nei pressi della moderna località di Kalkriese, riuscì a distruggere completamente un'intera armata romana, formata da tre legioni, 6 coorti di fanteria e 3 Ali di cavalleria ausiliaria. Sulla base delle recenti campagne di scavo del sito della battaglia, gli storici ed archeologi moderni sono giunti alla conclusione che Arminio avesse predisposto con estrema cura tutti i dettagli dell'imboscata:
- aveva scelto il luogo dell'agguato, vale a dire il punto in cui la grande palude a nord, si avvicinava di più alla collina calcarea di Kalkriese, e dove il passaggio era ristretto a soli 80-120 metri;
- fatto deviare il normale tracciato della strada, con lo scopo di condurre l'esercito romano in un imbuto, senza uscita;
- fatto costruire un terrapieno (lungo circa 500-600 metri e largo 4-5), dietro cui nascondere parte delle sue truppe (concentrando sul posto non meno di 20/25.000 armati), lungo i fianchi della collina del Kalkriese (alta circa 100 metri), da cui potevano attaccare il fianco sinistro delle truppe romane.

Questa la descrizione tramandataci dallo storico Cassio Dione Cocceiano, dell'iniziale assalto germanico alla "colonna" romana in marcia:
(Cassio Dione Cocceiano, Storia romana, LVI, 20, 4-5.)

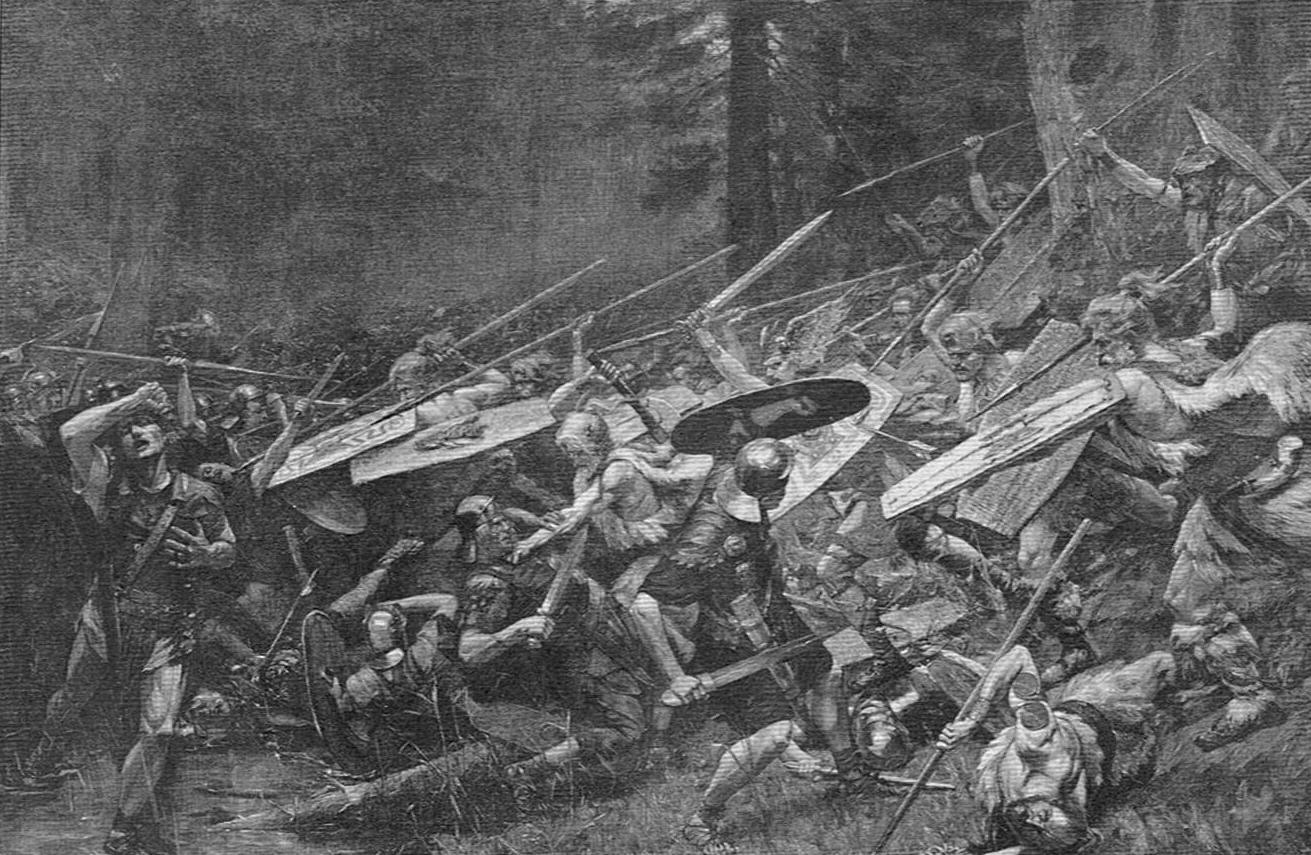
dipinto che rappresenta il possibile attacco improvviso alla "colonna" romana in marcia nella foresta di Teutoburgo, dove tre intere legioni furono completamente annientate dai Germani di Arminio.

Altri storici dell'antica Roma dipinsero questo massacro come uno dei peggiori dell'intera storia romana, paragonabile solo a Canne e Carre:
(Floro, Epitome de T. Livio Bellorum omnium annorum DCC Libri duo, II, 36-37)
(Cornelio Tacito, Annali I, 61)
Ma questo episodio non fu certamente l'unico. Se ne ricordano altri occorsi ad altri generali romani, che per loro fortuna e bravura tattica, riuscirono ad uscirne vittoriosi, come ad esempio a Druso maggiore durante la "campagna" militare degli anni 12-9 a.C., quando nel corso di una ritirata incappò in insidie molto pericolose:
(Cassio Dione Cocceiano, Storia romana, LIV, 33.3-4.)

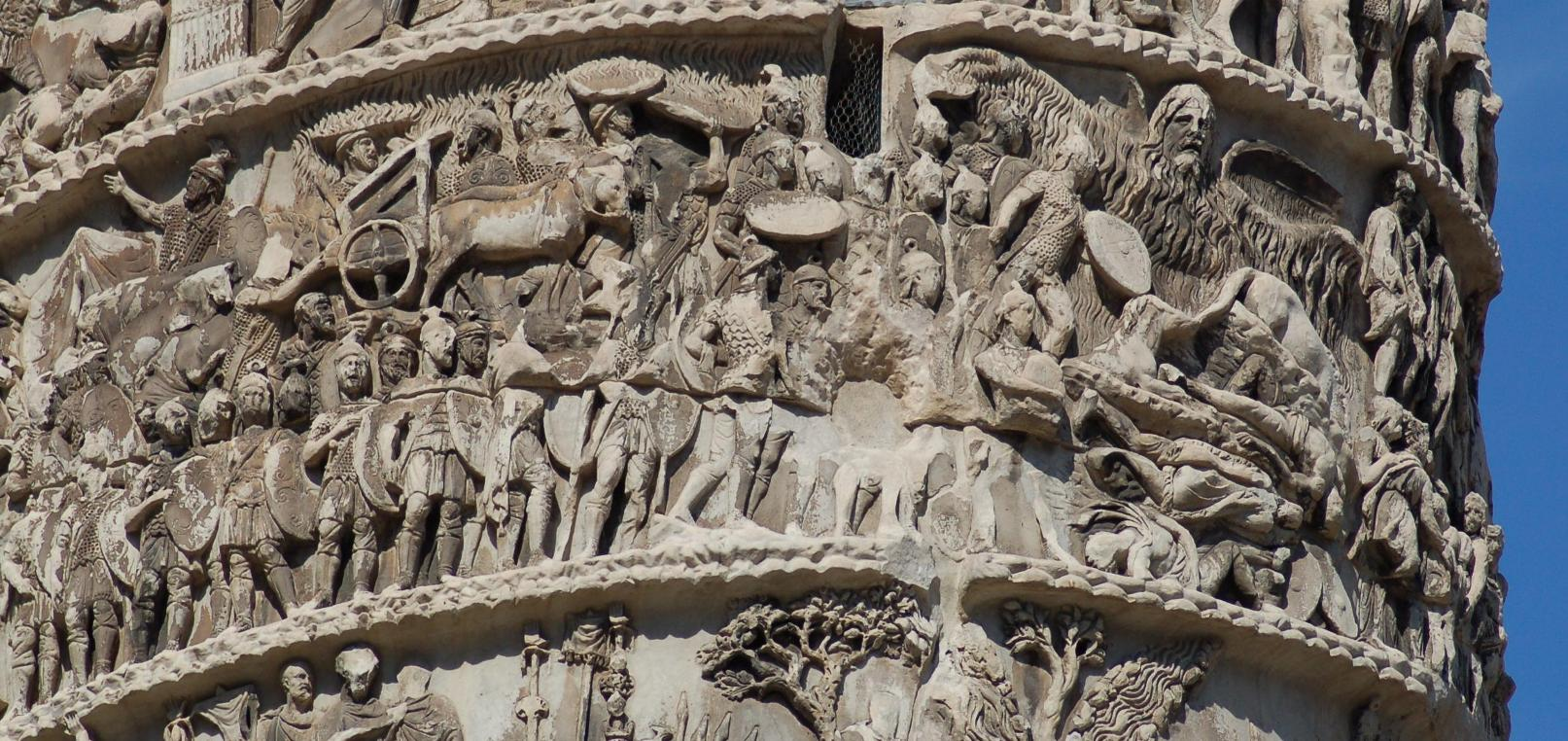
Il miracolo della pioggia rappresentato nella scena XVI della Colonna di Marco Aurelio, episodio databile alle guerre marcomanniche. Qui i Romani circondati dai Quadi in territorio nemico, si salvarono a stento da un possibile nuovo disastro.

oppure di un certo Aulo Cecina Severo durante quella di Germanico degli anni 14-16 d.C.; o ancora durante le guerre marcomanniche, riguardo al cosiddetto episodio del "miracolo della pioggia", quando una "colonna" romana, intrappolata tra le foreste e le montagne della Marcomannia fu salvata dalla pioggia, che dissetò i soldati romani, circondati dai Quadi, dando loro nuove energie per uscire vincitori dall'accerchiamento germanico.

### Combattimento con la cavalleria
Cesare descrive i combattimenti equestri dei Germani nel suo libro IV del De bello Gallico (55 a.C.):
(Cesare, De bello Gallico, IV, 2.3-5.)
(Cesare, De bello Gallico, IV, 12.1-2.)
Tacito, un secolo e mezzo più tardi, aggiunge altri particolari ai reparti di cavalleria, sostenendo che i loro cavalli non erano né belli a vedersi, né veloci nella cavalcata. I Germani non insegnano loro a compiere delle evoluzioni, come invece facevano i Romani. Li guidano dritti davanti a loro, oppure li fanno ripiegare con un solo tipo di conversione verso destra, in modo da non ostacolarsi vicendevolmente in caso di ritirata, evitando così che qualcuno possa rimanere indietro.

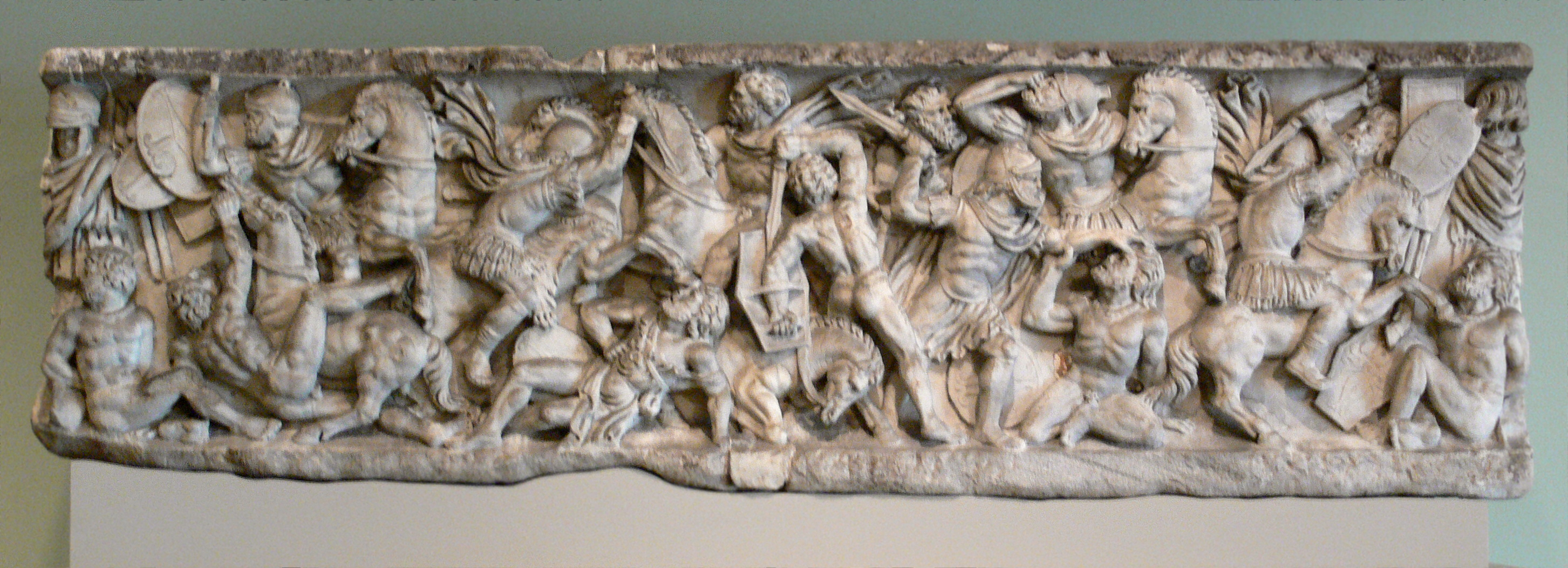
Sarcofago databile al 190 ca. (oggi al Museo d'arte di Dallas, Texas), rappresentante uno scontro tra cavallerie germanico-sarmatiche e Romani.

### Razzie ed incursioni
Al tempo di Cesare le razzie compiute fuori dal proprio territorio, non portavano infamia. Al contrario si diceva che rappresentavano un modo per esercitare la gioventù e diminuire la pigrizia e la vigliaccheria.

### Auspici
I Germani traggono auspici, al fine di prevedere l'esito di guerre importanti, facendo combattere un prigioniero che appartenga a quel particolare nemico, con un loro campione. Ognuno dei combattenti si serva poi delle proprie armi. La vittoria dell'uno o dell'altro viene considerata come un presagio.

## Strategia
Ogni popolo considera la più grande gloria che vi siano attorno ai confini del loro nazione, territori disabitati per la più vasta estensione possibile. Questo significa per loro che un certo numero di nazioni, non è in grado di resistere alla loro forza d'arme. Cesare racconta che da una parte dei confini dei Suebi è disabitato per un tratto di paese pari a circa 600.000 passi (pari a poco meno di 900 km).
(Cesare, De bello Gallico, VI, 23.1-3.)

## Dimensione dei loro eserciti
Cesare racconta nel suo De bello Gallico che il popolo dei Suebi, di cui faceva parte anche Ariovisto, era di gran lunga il più numeroso e bellicoso tra tutti i Germani, e poteva mettere in campo per fare la guerra fuori dai confini dei loro territori, fino a 100.000 armati (1.000 per ogni pagus). La coalizione di popolazioni germaniche, che era formata da Marcomanni, Triboci, Nemeti, Vangioni, Sedusi, Suebi e Arudi, sembra sia cresciuta fino a raggiungere rapidamente le 100.000-120.000 unità.
Pochi anni più tardi (nel 55 a.C.), sempre Cesare ci racconta di una nuova incursione in Gallia delle tribù germaniche di Usipeti e Tencteri, le quali si erano spinte dai loro territori, a nord del fiume Meno, fino a raggiungere le regioni abitate dai Menapi alla foce del Reno. Cesare sostiene fossero ben 430.000 persone, tra civili ed armati.
Si racconta che il principe Maroboduo, re dei Marcomanni di Boemia, contro il quale il generale romano Tiberio aveva schierato le sue armate in una spedizione mai portata a termine nel 6 d.C., disponesse di un'ingente armata:
(Velleio Patercolo, Historiae Romanae ad M. Vinicium consulem libri duo, II, 109)
Nel 9 d.C., il principe dei Cherusci, Arminio, riuscì a mettere insieme una coalizione di popoli germani formata da Cherusci e Bructeri, oltre probabilmente a Sigambri, Usipeti, Marsi, Camavi, Angrivari e Catti, per un totale stimato di 20.000/25.000 armati. Riguardo alle ingenti forze che i Germani misero in campo nel corso delle invasioni del III secolo, possiamo sintetizzarle come segue:
| D A T A | N. TOTALE ARMATI          | POPOLI COINVOLTI                                                         | NAVI DA GUERRA   | DOVE                                |
| ------- | ------------------------- | ------------------------------------------------------------------------ | ---------------- | ----------------------------------- |
| 58 a.C. | 100.000-120.000 armati    | Marcomanni, Triboci, Nemeti, Vangioni, Sedusi, Suebi e Arudi             |                  | Gallia-Alsazia                      |
| 248     | + di 60.000               | Goti, Taifali, Asdingi e Carpi                                           |                  | Mesia e Tracia                      |
| 249     | + di 70.000               | Goti e Carpi                                                             |                  | Dacia, Mesia e Tracia               |
| 267-268 | 320.000                   | Peucini, Grutungi, Ostrogoti, Tervingi, Visigoti, Gepidi, Celti ed Eruli | 2.000/6.000 navi | Mesia, Tracia, Grecia e Asia Minore |
| 269     | + di 50.000               | Goti                                                                     |                  | Mesia, Tracia e Macedonia           |
| 277-278 | + 400.000 barbari uccisi  | Franchi, Lugi, Burgundi e Vandali                                        |                  | Gallie e Rezia                      |
| 281     | 100.000 persone insediate | Bastarni                                                                 |                  | Tracia                              |
| 298     | 60.000                    | Alemanni                                                                 |                  | limes renano                        |